# Big Brother (Nederland)
Big Brother is een televisieprogramma dat werd ontwikkeld door John de Mol. In Nederland zijn er tot 2007 zes verschillende seizoenen uitgezonden van het programma.
In 2021 kwam er een nieuwe reeks afleveringen. Het wordt echter niet meer in het najaar uitgezonden, maar in de winter, in januari, februari en maart (voorheen was dit september t/m december).

## Originele versies

### Overzicht van de seizoenen
| Seizoen        | Start seizoen | Start seizoen                        | Finale     | Finale                               | Thema          | Bewoners | Aantal dagen | Prijzengeld           | Winnaar                | Presentatie                           | Zender        | Themalied           | Themalied                       |
| Seizoen        | Datum         | Kijkcijfers                          | Datum      | Kijkcijfers                          | Thema          | Bewoners | Aantal dagen | Prijzengeld           | Winnaar                | Presentatie                           | Zender        | Titel               | Uitvoerder                      |
| -------------- | ------------- | ------------------------------------ | ---------- | ------------------------------------ | -------------- | -------- | ------------ | --------------------- | ---------------------- | ------------------------------------- | ------------- | ------------------- | ------------------------------- |
| Big Brother 1  | 16-09-1999    | 1.144.000                            | 30-12-1999 | 3.544.000                            | -              | 12       | 106          | ƒ 250.000 (€ 113.445) | Bart Spring in 't Veld | Rolf Wouters Daphne Deckers           | Veronica      | Leef                | Han van Eijk                    |
| Big Brother 2  | 14-09-2000    |                                      | 30-12-2000 |                                      | -              | 16       | 108          | ƒ 250.000 (€ 113.445) | Bianca Hagenbeek       | Beau van Erven Dorens Esther Duller   | Veronica      | Kijk                | Gordon                          |
| Big Brother 3  | 06-09-2001    |                                      | 30-12-2001 |                                      | The Battle     | 18       | 115          | ƒ 675.000 (€ 306.301) | Sandy                  | Patty Brard                           | Yorin         | Morgen weer een dag | Quincy                          |
| Big Brother 4  | 28-08-2002    |                                      | 23-12-2002 |                                      | -              | 20       | 117          | € 352.500             | Jeanette               | Martijn Krabbé                        | Yorin         | When it hits home   | Judith Jobse                    |
| Big Brother 5  | 24-08-2005    |                                      | 22-12-2005 |                                      | Back To Basic  | 14       | 121          | € 262.500             | Joost Hoebink          | Bridget Maasland Ruud de Wild         | Talpa         | -                   | -                               |
| Big Brother 6  | 20-08-2006    | 994.000                              | 27-11-2006 | 574.000                              | Together Alone | 15       | 102          | € 178.750             | Jeroen Visser          | Bridget Maasland                      | Talpa         | -                   | -                               |
| Big Brother 7  | 04-01-2021    | 1.333.000 515.879                    | 08-04-2021 | 488.000 401.062                      | -              | 19       | 100          | € 70.405,50           | Jill Goede             | Geraldine Kemper & Peter Van de Veire | RTL 5 & Play4 | Big Brother         | Davina Michelle & Woodie Smalls |
| Big Brother 8  | 03-01-2022    | 586.000 376.510                      | 26-03-2022 | 295.000 208.449                      | -              | 16       | 86           | € 69.815              | Salar Abbasi Abraasi   | Geraldine Kemper & Peter Van de Veire | RTL 5 & Play4 | -                   | -                               |
| Big Brother 9  | 09-01-2023    | 356.000                              | 01-04-2023 | 368.000                              | -              | 16       | 86           | € 73.388              | Bart Vandenbroek       | Geraldine Kemper & Tatyana Beloy      | RTL 5 & Play4 | -                   | -                               |
| Big Brother 10 | 15-01-2024    | 667.000                              | 13-04-2024 | 471.000                              | -              | 18       | 93           | € 56.266              | Glenn Van Himst        | Geraldine Kemper & Tatyana Beloy      | RTL 5 & Play4 | -                   | -                               |
| Big Brother 11 | 06-01-2025    | Vlag van Nederland · Vlag van België | 04-04-2025 | Vlag van Nederland · Vlag van België | -              | 18       | 92           | € 55.500              | Jordy de Maar          | Geraldine Kemper & Tatyana Beloy      | RTL 5 & Play4 | -                   | -                               |

### Big Brother 1 (1999)
In 1999 werd de allereerste editie van Big Brother uitgezonden. Het huis werd speciaal in Almere voor dit programma gebouwd op het terrein van First Floor Features. Het bevatte naast ruimtes voor de deelnemers ook ruimtes voor cameramensen met verplaatsbare camera’s, die filmden door wanden die van daar uit gezien doorzichtig waren, maar van de andere zijde als spiegels waargenomen werden. In de tuin was een Scandinavisch type meerpersoons houten en houtgestookt warm bad aanwezig (aangeduid met de merknaam Størvatt). Om het huis met de tuin was een schutting gebouwd, waardoor de deelnemers geen zicht hadden op de buitenwereld en omgekeerd.
In totaal waren er 12 deelnemers: 5 mannen en 7 vrouwen. Aanvankelijk waren er 9. Van tijd tot tijd moest er een deelnemer weg. Daartoe moesten de (nog resterende) deelnemers twee andere deelnemers nomineren. Het publiek mocht vervolgens tussen de twee meest genomineerde deelnemers kiezen. Zo werd het aantal deelnemers steeds kleiner. Daarnaast kon een deelnemer vrijwillig vertrekken, wat drie maal gebeurde (in twee van deze gevallen werd daarbij gebruik gemaakt van een toen geldend aanbod om daarbij ƒ 10.000 te krijgen). In die gevallen kwam er een nieuwe deelnemer voor in de plaats. Deze drie nieuwe deelnemers, vooral de eerste, Mona, werden enigszins als indringer beschouwd door de resterende deelnemers van het eerste uur. Uiteindelijk zou één deelnemer een prijs van ƒ 250.000 winnen.
Deze allereerste Big Brother was door de hoge kijkcijfers een televisiehit in Nederland. Fascinerend was het te zien hoe een aantal bewoners dagenlang zich konden vervelen in het Big Brother-huis. Achteraf gezien gebeurde er eigenlijk niet zo veel in het huis. Ruud werd de nationale lieveling met zijn uitspraken "Effe knuffelen" en "Laat je niet gek maken!". Spraakmakend was de seksscène van Bart en Sabine, die zich overigens nog discreet onder de dekens afspeelde. Sabine had moeite met een van de kippen, Saartje, die ze betitelde als "kutkip" toen deze haar in de tuin pikte. Omstreden was de onduidelijke relatie tussen de van kanker genezen huisvrouw Karin en de veel jongere Maurice. De Amsterdamse "indringster" Mona werd op internetforums als FOK! (dat zijn opbloei aan BB dankte) volledig neergesabeld. Een hot issue was ook het verraad van "matennaaier" Willem, toen hij op het eind onverwacht Ruud nomineerde, waar deze het erg moeilijk mee had.
De weekopdrachten waren bedoeld om het weekbudget te verhogen. Als dat niet lukte, was er een noodrantsoen wat ertoe leidde dat veel bewoners kilo's lichter het huis verlieten. Het was vooral de buitenwereld die ervoor zorgde dat Big Brother zo'n succes werd. Big Brother werd een hype en iedereen wilde een graantje meepikken. Zo probeerde Willibrord Frequin met een parachute in de tuin van het Big Brother-huis te landen en brak ene Jop Nieuwenhuizen (later bekend geworden door het vergelijkbare programma De Bus van SBS6) als stunt door de hekken heen om de bewoners te kunnen begroeten. George Baker kwam als buitenstaander via een kraanwagen wel met de bewoners in contact en zong "Little Green Bag". Ook Marco Borsato, die "Binnen" zong, en Anouk gaven optredens. "Je heb een lekker wijf jongen!" riep Ruud tegen Marco bij diens vertrek. Zangeres Anouk werd niet herkend door Willem, die dacht dat zij een nieuwe bewoner was toen zij het huis binnen kwam lopen. Tara en Sabine kregen na hun vertrek een fotoserie in de Nederlandse Playboy. Het gezamenlijk door de bewoners ingezongen "Big Brother" (op de wijs van Big City van Tol Hansse) werd een radiohit; Leef van Han van Eijk werd een nummer één hit. "Størvatt" werd een hype. De in het huis ontstane romance tussen winnaar Bart en Sabine hield nadien geen stand.
| Bewoner                | Woonplaats       | Beroep (destijds)              | Entree       | Exit                      | ƒ         |
| ---------------------- | ---------------- | ------------------------------ | ------------ | ------------------------- | --------- |
| Bart Spring in 't Veld | Roelofarendsveen | werkloos                       | 16 september | 30 december winnaar       | ƒ 250.000 |
| Ruud Benard            | Breda            | sportmasseur                   | 16 september | 30 december finalist, 2e  |           |
| Willem Boomsma         | Lemmer           | kookdocent                     | 16 september | 30 december finalist, 3e  |           |
| Karin van Elswijk      | Apeldoorn        | huisvrouw                      | 16 september | 23 december               |           |
| Maurice de Back        | 's-Gravenzande   | autoverkoper                   | 16 september | 9 december                |           |
| Anouk Drost            | Zeist            | student accountmanagement      | 1 november   | 25 november               |           |
| Cyrille van Hoof       | Tilburg          | zangeres en danseres           | 1 november   | 11 november               |           |
| Bianca Plune           | Rotterdam        | reclasseringsambtenaar         | 16 september | 28 oktober                | ƒ 10.000  |
| Mona Rooth - de Leeuw  | Amsterdam        | barvrouw                       | 30 september | 28 oktober                | ƒ 10.000  |
| Sabine Wendel          | Tilburg          | verkoper damesmode             | 16 september | 21 oktober                |           |
| Tara van den Bergh     | Amsterdam        | politieagent in opleiding      | 16 september | 25 september (vrijwillig) |           |
| Martin Jonkman         | Spijkenisse      | eigenaar koeltechnisch bedrijf | 16 september | 23 september              |           |

### Big Brother 2 "2000" (2000)
De tweede serie werd gekenmerkt door een matige selectie van de deelnemers, waardoor het programma niet echt van de grond kwam en lang saai werd bevonden. Ook de keuze van de weekopdrachten was volgens velen niet geweldig. De door Big Brother gepushte romance tussen de jonkies Georgie en Kim wilde niet echt doorzetten, ondanks het plaatsen van een "liefdescaravan" in de tuin, toen Kim het huis uit zou moeten de dag erna. Ook vertrokken meerdere bewoners voortijdig (Jolanda, Leo) of dreigden dat te doen (Desiree). Ook Koos dreigde er uit te gaan toen hij na elf dagen zijn schrijfgerei moest inleveren maar bond uiteindelijk in.
Toch kende het seizoen ook goede televisiemomenten. De irritaties rond Darius die in de groep zich niet echt sociaal opstelde leidde tot verhitte gesprekken. De dronken Robin en Annette bij het geitenhok die liedjes zongen als: "Ik ben Annet en ik kom uut Twente en houd van disco" en: "Opa Koos mag ik je kijkdoos even zien?". Robin schopte als geintje met een voetbal tegen een kip aan en bood hiervoor excuses aan in de dagboekkamer toen zijn schot onbedoeld raak bleek. De idealistische en hyper Ed weigerde tijdens de liveshow te vertrekken nadat hij was afgevallen. Hij was later in het huis gekomen en zorgde daar door zijn verbale bevreemdende discussies voor veel onrust, waardoor hij meteen genomineerd werd. Hij onderhandelde voor de camera's over een verklaring die hij een dag later voor kon lezen en verliet toen het huis. Ferdi werd verliefd op de getrouwde Hieke en gebruikte de dagboekkamer om zijn emoties en schuldgevoel te tonen en te verwerken. De productie bemoeide zich er actief mee om de romance te laten stoppen. Bart kampeerde korte tijd in de tuin, en zoende met Desiree.
Populair op internet waren de naaktfotosessies die de bewoners inzonden naar o.a de Gay Krant. In de finale werd de bij het publiek populaire "Opa" Koos afgescheept met een oprotpremie van 50.000 gulden, zodat de beter bij de doelgroep van Veronica passende biseksuele Bianca uiteindelijk kon winnen van Robin. Na afloop kreeg Hieke een naaktreportage in Playboy. Ook Bianca werd voor dat blad geïnterviewd, maar hield in de begeleidende foto's haar strandkleding aan. Annet kreeg later een relatie met Ruud uit BB1 en trouwde met hem.
| Bewoner                 | Woonplaats    | Beroep (destijds)            | Entree       | Exit                      | ƒ         |
| ----------------------- | ------------- | ---------------------------- | ------------ | ------------------------- | --------- |
| Bianca Hagenbeek        | Groningen     | secretaresse                 | 14 september | 30 december winnaar       | ƒ 250.000 |
| Robin                   | Houten        | sportinstructeur             | 14 september | 30 december               | ƒ 10.000  |
| Koos                    | Heerhugowaard | vrachtwagenchauffeur         | 14 september | 30 december               | ƒ 50.000  |
| Georgie                 | Zoetermeer    | barkeeper/diskjockey         | 14 september | 28 december               |           |
| Dirk                    | Haarlem       | acteur, ex-zwerver           | 24 december  | 25 december (vrijwillig)  |           |
| Hieke                   | Stiens        | administrateur               | 14 september | 24 december               |           |
| Desiree                 | Someren       | receptionist/telefonist      | 14 september | 21 december               |           |
| Ferdi                   | Leiden        | verkoper, kelner             | 14 september | 7 december                |           |
| Kim                     | Epe           | student                      | 14 september | 23 november               |           |
| Annet                   | Goor          | manager reisbureau           | 14 september | 9 november                |           |
| Leo                     | Callantsoog   | eigenaar computerbedrijf     | 14 september | 4 oktober (vrijwillig)    |           |
| Ed                      | Scheveningen  | eigenaar strandpaviljoen     | 13 oktober   | 27 oktober                |           |
| Miranda                 | Leidschendam  | directiesecretaresse         | 28 september | 12 oktober                |           |
| Rex                     | Tilburg       | onderwijzer basisschool      | 28 september | 30 september              |           |
| Mohammed Ali ("Darius") | Vlaardingen   | tapijtverkoper, muzikant     | 14 september | 28 september              |           |
| Bachir                  | Haarlem       | eigenaar kinderkledingwinkel | 14 september | 23 september (vrijwillig) |           |

### Big Brother 3 "The Battle" (2001)
Omdat de kijkcijfers het tweede seizoen behoorlijk waren gedaald ten opzichte van de eerste reeks, wilde men voorkomen dat de derde reeks nog minder kijkers zou trekken. Daarom werden er meer uitgesproken kandidaten gecast en werd het format deels aangepast. Deze aanpassingen moesten het programma spannender gaan maken. Het gewenste effect werd deels bereikt: De kijkcijfers zakten, ten opzichte van de tweede reeks niet veel verder in, maar de kijkcijfers stegen ook niet. Het principe 'The Battle' is ook in vele andere landen uitgevoerd, wat ook daar veelal leidde tot een stabilisatie van de kijkcijfers, in plaats van een verdere daling.
Anders dan in de voorgaande jaren konden ditmaal de kijkers stemmen op de bewoner waarvan zij vonden dat deze moest blijven en gaven niet langer enkel onderlinge nominaties de doorslag. Het hoofdthema was "The Battle". Twee groepen bewoners, onder leiding van gekozen captains, streden via opdrachten (battles) om een plek in de luxe helft van het huis. Aan de rijke kant ontvingen de bewoners duizend gulden per etmaal om naar eigen inzicht te besteden. Opsparen kon niet, want na die periode kwam het geld te vervallen. De verliezers moesten ondertussen onder armtierige omstandigheden leven in de andere helft. De beide helften waren van elkaar gescheiden door een hek, zodat bewoners niet zomaar van het arme deel naar het luxe deel konden lopen. Dit mocht alleen als een battle werd gewonnen. De winnaar van een battle mocht naar het luxe deel van het huis en de verliezer werd veroordeeld tot het arme gedeelte van het huis. Beide delen hadden ook een eigen dagboekkamer. De dagboekkamer van het luxe deel was een echte dagboekkamer en die van het arme deel was niks anders dan een "telefooncel" waarin via een headset contact gemaakt kon worden met de regiekamer. Niet iedereen begon in Almere; een aantal bewoners verbleef aanvankelijk in een reservehuis in Spanje en werd geleidelijk geïntroduceerd in het huis. In Spanje ontstond een relatie tussen Nancy en Richard, maar in Almere moest Richard het huis al verlaten op het moment dat Nancy arriveerde. Het paar kreeg een zoontje in 2004 en trouwde in 2005. Ellen werd al in Spanje uit het huis verwijderd vanwege ongeoorloofd contact met de buitenwereld en een mogelijke seksuele relatie met een bewaker.
De serie werd verstoord door de terroristische aanslagen van 11 september in Amerika. Deelnemer Aldrico werd vier dagen daarna uit het huis verwijderd door zijn verwarde gedrag na de bekendmaking van de aanslagen. Een aantal andere bewoners dacht aanvankelijk dat de aanslagen verzonnen waren door Big Brother om te kijken hoe men er op zou reageren. De productie besloot om de bewoners te overtuigen door aan hen kranten te verstrekken en een televisiecompilatie te vertonen. De uitgesproken karakters leverden veel kijkplezier, maar ook veel ergernis op door het hoge scheld-, zuip-, en seksgehalte. Andries belandde dronken met de transseksuele Kelly in bed, zoende ook met Audrey en had ook seks met Diane. Daarvoor was een dronken Diane al tot seks gedwongen door Frank. Omdat dit alles live op de internetstreams was te volgen, zorgde het voor veel ophef in internetforums.
De populaire Gert-Jan vocht een verbeten strijd uit met de manipulators Coos en Pascal. Buiten de muren van het huis werd hij gesteund door zijn vriendin Carolien (die hij ten huwelijk vroeg), zijn familie en een grote meute fans. De serie werd de eerste helft gedomineerd door de extraverte Kelly die door haar drukke karakter een stempel zette op de uitzendingen en genoot van de aandacht tijdens en ook na het programma. De finale vertoonde Fear Factor-achtige elementen en werd uiteindelijk gewonnen door de lesbische Sandy. Na afloop van het programma verscheen Kelly in de Playboy en bouwde daarna een carrière op als tv-persoonlijkheid en bekende Nederlander. Gert-Jan zou jaren later de corruptie bij de programmamakers aan de kaak stellen tijdens BB5. Hij stelde dat de programmamakers bepaalden wie eruit ging. Hierin werd hij gesteund in weekblad "Party" door medekandidaat Ed (niet Gert-Jans vriend in het huis), die vertelde dat hij van een programmamedewerker had gehoord dat die persoonlijk hem liever in het huis had gehouden maar dat de winnaar, Sandy, al vaststond.
| Bewoner               | Woonplaats               | Beroep (destijds)                 | Entree       | Exit                        | ƒ         |
| --------------------- | ------------------------ | --------------------------------- | ------------ | --------------------------- | --------- |
| Sandy                 | Hoogwoud                 | kantoorbediende                   | 4 oktober    | 30 december winnaar         | ƒ 675.000 |
| Daniëlle              | Amsterdam                | verpleegkundige neonatologie      | 20 september | 30 december, 2e finalist    |           |
| Gert-Jan              | Amsterdam                | communicatieadviseur              | 6 september  | 30 december, 3e finalist    |           |
| Andries               | Drachten                 | leraar Nederlands                 | 6 september  | 30 december, 4e             | ƒ 75.000  |
| Leo                   | Utrecht                  | maatschappelijk werker            | 11 oktober   | 27 december                 |           |
| Diane                 | Haarlem                  | douanebeambte                     | 6 september  | 20 december                 |           |
| Kelly van der Veer    | Hilversum                | telefonist                        | 6 september  | 13 december                 |           |
| Ed                    | Amsterdam                | stukadoor en death metal-muzikant | 11 oktober   | 6 december                  |           |
| Pascal                | Rijswijk                 | kok                               | 20 september | 29 november                 |           |
| Coos                  | Bergschenhoek            | accountmanager                    | 27 september | 22 november                 |           |
| Frank                 | Rotterdam                | netwerksysteembeheerder           | 6 september  | 15 november                 |           |
| Priscella             | Roswinkel                | student en barkeeper              | 16 oktober   | 8 november                  |           |
| Tania                 | Vught / Hasselt (België) | evenementenorganisator            | 16 oktober   | 25 oktober                  |           |
| Audrey                | Almere                   | tekstschrijver                    | 4 oktober    | 11 oktober                  |           |
| Richard               | Deventer                 | accountmanager                    | 27 september | 4 oktober                   |           |
| Nancy                 | Zoetermeer               | salesmanager                      | 20 september | 27 september                |           |
| Aldrico Amando Felida | Curaçao / Amsterdam      | choreograaf                       | 6 september  | 13 september / verwijderd   |           |
| Ellen                 | Hoofddorp                | grondstewardess                   | niet         | verwijderd uit Spaanse huis |           |

### Big Brother 4 (2002)
Een aantal elementen uit de derde reeks bleven gehandhaafd, maar de ondertitel 'The Battle' verdween. Er werd nu een psychologisch element aan de serie toegevoegd. Wekelijks ging een psycholoog het gedrag van de bewoners analyseren. Dit leidde niet tot hogere kijkcijfers. De kijkcijfers van de vierde reeks zakten enorm in ten opzichte van de derde reeks.
Ook in de vierde Big Brother was het huis verdeeld in een rijk deel, "De Bungalow" en een arm deel, "De Bunker". Plaatsing in arm of rijk was afhankelijk van individuele opdrachten, confrontaties en voorgelegde dilemma's. Met uitstapjes naar onder andere het televisieprogramma De zwakste schakel en een ontwikkelingsproject in Oeganda werd het principe "geen contact met de buitenwereld" deels losgelaten. Een deel van de bewoners verbleef aanvankelijk in een huis in Portugal. Sommige bewoners ontmoetten elkaar niet eens, doordat de entree van de een plaatsvond na de exit van de ander. Door het grote aantal bewoners en de snel wisselende groepssamenstelling was de serie moeilijk te volgen.
De bewoners waren allen vrij jong, en single. Er ontstonden spoedig verschillende relaties, waarvan die tussen Arthur en Ursula het meest bestendig bleek. Stefan, werkzaam in de porno-business, was achtereenvolgens op jacht naar oud-Jehova's getuige Daniela, Geesje en Margriet. Mustapha drukte een groot stempel op het programma door zich aan de ramadan te houden en gehuld in traditionele Marokkaanse kledij door het huis te lopen. Dit weerhield "Mushi" er niet van om op zijn tijd de discussie aan te gaan met de andere bewoners. Mustapha was tevens degene die de eindverantwoordelijkheid nam voor de verzorging van het hondje Quincy. Judith, Marc en Wouter zorgden ondertussen met hun belangstelling voor het paranormale en neurolinguïstisch denken voor een zweverige en sektarische component. Ting had het moeilijk met het gebrek aan privacy toen zij graag wilde masturberen. Een verzoek in de dagboekkamer voor ongestoorde mogelijkheden hiertoe bleef zonder resultaat.
De band Re-Play kwam optreden wat tot een grote gezamenlijke huilscène leidde. De serie sleepte zich voort naar het einde, waar onverwacht de onzekere en huilerige Jeanette de hoofdprijs in de wacht sleepte. Dennis deed later in 2005 samen met zijn vriendin Johanneke mee aan Temptation Island. Bram is tegenwoordig als eigenaar van het mediabedrijf Enjoymedia werkgever van Big-Brother-1-winnaar Bart. De zus van Bram, Claire, zat ook in een realityprogramma genaamd De Gouden Kooi, een variant op Big Brother. Judith Peereboom werkt bij een belspelprogramma. Door het slechte kijkcijferresultaat ging het programma voor drie jaar op de plank.
| Bewoner            | Woonplaats       | Beroep (destijds)                | Entree       | Exit                     | €         |
| ------------------ | ---------------- | -------------------------------- | ------------ | ------------------------ | --------- |
| Jeanette           | Emmeloord        | verkoopmedewerker                | 28 augustus  | 23 december winnaar      | € 352.500 |
| Margriet           | Amsterdam        | accountexecutive reclamebureau   | 28 augustus  | 23 december finalist, 2e |           |
| Stefan             | Uitgeest         | marketing directeur pornobedrijf | 28 augustus  | 23 december finalist, 3e |           |
| Laurens            | Leeuwarden       | assurantieadviseur               | 28 augustus  | 23 december              |           |
| Wouter             | Den Helder       | opticien en fotomodel            | 19 september | 23 december              |           |
| Judith             | Alkmaar          | afslankconsulent                 | 28 augustus  | 23 december              |           |
| Mustapha ("Mushi") | Boskoop          | student WO Rechten               | 28 augustus  | 19 december              |           |
| Daniëla            | Amsterdam        | receptionist                     | 28 augustus  | 12 december              |           |
| Marc               | Haarlem          | onderhoudsmonteur                | 17 oktober   | 5 december               |           |
| Ting Chan          | Amsterdam        | fotograaf en kunstenaar          | 12 september | 28 november              |           |
| Arthur             | Amsterdam        | oud-politieman                   | 3 oktober    | 21 november              |           |
| Ursula             | Deventer         | reisadviseur                     | 10 oktober   | 14 november              |           |
| Dennis             | Amsterdam        | barman                           | 3 oktober    | 7 november               |           |
| Geesje             | Gelderland       | assistent psychologische testen  | 26 september | 31 oktober               |           |
| Martijn            | Wierden          | stratenmaker                     | 17 oktober   | 24 oktober               |           |
| Joyce              | Landgraaf        | supermarktmedewerker             | 10 oktober   | 17 oktober               |           |
| Bram               | Tilburg          | sportinstructeur                 | 19 september | 10 oktober               |           |
| Sandra             | Noord-Holland    | medewerker incassobureau         | 26 september | 3 oktober                |           |
| Bo                 | Den Haag         | barman                           | 28 augustus  | 26 september             |           |
| Carmen             | 's-Hertogenbosch | bedrijfsleider schoenenzaak      | 12 september | 19 september             |           |
| Martijn Krabbé     | Amsterdam        | tv-presentator                   | 28 augustus  | 29 augustus (vrijwillig) |           |

### Big Brother 5 "Back To Basic" (2005)
Op 24 augustus 2005 begon op de nieuwe televisiezender Talpa de vijfde serie. De eerste dagen alleen op internet en vanaf 28 augustus ook op televisie. Het programma ging - alweer- "back to basic", dus terug naar de oorspronkelijke formule. Het huis stond niet meer in Almere, maar was aan een studiocomplex van Endemol in Aalsmeer vastgebouwd. De serie werd gedomineerd door de knipperlichtrelatie van Dido en Roel. Roel lag ook in bed met Lieske en liet zich aftrekken door Linda. Een tweede relatie ontstond tussen Ingrid en Menno. Deze hield echter geen stand, mede doordat Menno een geheime Herken de Homo-opdracht had en door zijn starre gedrag tot outcast in het huis werd. De bijnaam "teringdwerg" van Ingrid voor haar wat kleinere vriend Menno werd een begrip. Tot slot kwam Ralph in het huis zonder dat zijn ex, Nathalie, dit vooraf had geweten. Dit leverde weinig spanning op, want Nathalie had reeds lang een nieuwe relatie.
Bewoner Tanja kwam zwanger binnen en beviel, als eerste in een Big Brother huis, op 18 oktober van een dochter. Haar rookgedrag tijdens de zwangerschap was een "hot item". Door de beperkingen die de arbeidsinspectie na de bevalling oplegde aan het tonen van de baby en ook door haar moeizame opstelling naar de groep toe, vertrok Tanja een week later. Naast de weekopdrachten, die elk € 50.000 op konden leveren voor de prijzenpot, kwamen er nu ook "geheime missies", die tot doel hadden de weekopdrachten te dwarsbomen, en/of groepsspanningen op te roepen. Lieske kreeg een dilemma: € 10.000 voor haar zelf maar dan een week noodrantsoen voor de groep of luxe voor de groep en koos het geld. Zij verloor het weer door hierover te praten met Rikkert, wat niet mocht. Roel won met een "stiekem-roken" opdracht € 10.000. De groep kreeg daarna de geheime opdracht dit geld van Roel te stelen, wat lukte. Roel kreeg het geld wél terug omdat hij er wél in slaagde zijn mond erover te houden. Dido verdiende een nachtelijk verblijf in de luxe verwenkamer voor haar en Roel door alle alcoholische drank stiekem weg te gooien.
In de laatste dagen ontstond een rel rond de legitimiteit van de stemuitslagen, aangezwengeld in de media door BB3-bewoner Gert-Jan de Boer. Toen Talpa uiteindelijk bakzeil haalde en er bij de finale uiteindelijk een notaris bij zat, bleken de tussenstanden opeens niet veel meer te fluctueren, terwijl dat in eerdere live-uitzendingen wel het geval was geweest en er hierbij door de presentatie opgeroepen was 'nog even snel' te bellen. De verdenking bleef hierdoor dat een en ander eerder niet eerlijk was verlopen. De finale werd gewonnen door de vrolijke Joost, die zich de hele periode zeer sociaal vaardig had ingezet om de groep bijeen te houden met humor, toneelactiviteiten en gekke invallen als de "Jostiflip". Hij kreeg 51% van de stemmen, de nummer 2, Roel 49%. Roel en Dido zetten na hun verblijf in het huis hun relatie verder door en enige tijd na hun verblijf in het huis kregen ook Ingrid en Rob een relatie. Later werd ook bekend Roel en Dido gingen trouwen.
| Bewoner          | Woonplaats | Beroep (destijds)      | Entree      | Exit                                    | €         |
| ---------------- | ---------- | ---------------------- | ----------- | --------------------------------------- | --------- |
| Joost Hoebink    | Nijmegen   | bankemployé            | 24 augustus | 22 december winnaar                     | € 262.500 |
| Roeland ("Roel") | Rotterdam  | student WO Psychologie | 24 augustus | 22 december finalist, 2e                | € 10.000  |
| Lieske           | Groningen  | student WO economie    | 24 augustus | 22 december finalist, 3e                |           |
| Ingrid           | Brunssum   | sport-entertainer      | 24 augustus | 22 december finalist, 4e                | € 37.500  |
| Nathalie         | Rotterdam  | accountmanager         | 24 augustus | 15 december                             |           |
| Dido             | Heemstede  | bejaardenverzorger     | 24 augustus | 8 december                              |           |
| Rob              | Nigtevecht | ondernemer             | 24 augustus | 1 december                              |           |
| Chantal          | Amsterdam  | secretaresse           | 24 augustus | 24 november                             |           |
| Menno            | Breda      | student HBO toerisme   | 24 augustus | 10 november                             |           |
| Joscelyn         | Aalsmeer   | baby                   | 18 oktober  | 27 oktober, vertrokken met moeder Tanja |           |
| Tanja            | Groningen  | werkloos               | 24 augustus | 27 oktober (vrijwillig)                 |           |
| Linda            | Roosendaal | barvrouw               | 24 augustus | 13 oktober                              |           |
| Ralph            | Rijswijk   | brandweerman           | 24 augustus | 29 september                            |           |
| Rikkert          | Tilburg    | student WO informatica | 24 augustus | 15 september                            |           |

### Big Brother 6 "Together Alone" (2006)
De zesde versie kende de helft van de kijkcijfers van de vorige, mede doordat Talpa niet goed gekeken had wat de impact van twee real-life-series zou zijn zowel qua programmamaken als qua interesse. Het wat later startende "De Gouden Kooi" leidde niet tot beter resultaat voor beide series maar enkel tot minder inzet van de makers én minder succes voor beiden. Ook geloofden veel kijkers niet meer in de eerlijkheid van de exitkeuze en werd op veel internetfora gewoon aangenomen dat de redactie bepaalde wie er kon blijven. Hoewel de programmamakers een "harde en onvoorspelbare" versie met vele verrassingen hadden voorgespiegeld, bleven de gimmicks beperkt en niet goed uitgewerkt (een "rode telefoon" die slechts spaarzaam overging) en kopieerde men vaak opdrachten uit vorige series uit binnen- en buitenland. Er zou complete isolatie van de buitenwereld zijn, maar ook dit concept werd al gauw losgelaten toen na twee weken binnenleven de bewoners fysieke en psychische gezondheidsproblemen kregen. De tuin ging open en er kwamen later ook weer gewoon videoboodschappen en kaarten van het thuisfront binnen.
De groep bestond uit drie enkelingen en zes koppels maar functioneerde moeizaam en hing als los zand aan elkaar. Dit kwam mede doordat er een aantal deelnemers bij zaten zonder een sociaal sterk ontwikkelde persoonlijkheid, waardoor ze voor zichzelf en op de groep vaak een negatieve invloed hadden. In de eerste helft van het programma werden deze "zwakkere figuren" er dan ook een voor een uitgestemd, maar dit leidde niet tot sfeerverbetering. De redactie stuurde negatief door bewoners vaak doelbewust te ridiculiseren, zowel individueel alsook als groep door onder meer infantiele opdrachten gehuld in vreemde kledij te laten volvoeren. Ook werden de weekeinden vaak overgoten met drank, wat leidde tot dronkenmanstaferelen en soms excessen als ongewenste intimiteiten en vechtpartijen. Met een nodeloos ingewikkeld "kluisjessysteem" van aanvankelijk € 30.000,- per bewoner werd het prijzengeld verdeeld. Na veel onlogische transacties leidde dit tot een eindbedrag voor de winnaar, dat lager lag dan bij de vorige versies. Memorabele gebeurtenissen waren:
- de twee groepen die zich in het begin vormden, "de asocialen" en "de rest".
- het doelbewust ridiculiseren van de goeiige Egbert door de redactie. Hij werd neergezet als een sukkelige man die niets begreep, groot gedrukte brieven kreeg en in een rubberen bootje dagen in het zwembad moest verblijven. Om mogelijke problemen na diens exit te voorkomen, kreeg zijn dochter Marcia een "afkooppremie" van € 15.000 toen zij "toevallig" de rode telefoon opnam.
- de door de redactie gepushte romance tussen Jeroen en Milica die in het begin moesten simuleren een stel te zijn (wat niet lukte) en aan het eind van de serie wederom met rozen aan elkaar gekoppeld werden.
- de xenofobe Etienne die racistische uitspraken deed, Sabrina niet met rust liet (wat zij door haar gebrek aan onderscheidingsvermogen gewoon toeliet), shag stal van een andere bewoner, medebewoner Semih met de dood bedreigde en zich ook seksueel opdrong aan een dronken Marcia.
- de inrichting van de prinsessenkamer voor de zusjes, om hen te beschermen tegen de avances van Etienne en Tijn.
- de soms komische en vol zelfspot zijnde Hilde die op andere momenten de groepssfeer door haar stokende gedrag en alcoholgebruik negatief beïnvloedde en uiteindelijk fysiek compleet op het huis verliet. Hilde leed aan Fibromyalgie.
- de twee zusjes Sabrina en Monique die op zich bijzonder vrolijk gestoord waren samen, maar die als concept uitgemolken werden door de programmamakers waardoor de sympathie omsloeg naar irritatie bij de kijkers.
- de man van Monique die in de derde week problemen had met de (weliswaar tendentieus) weergegeven relatie met Tijn. Hij toog naar Aalsmeer en Monique bleef uiteindelijk na briefwisseling met haar familie. De Telegraaf had al gemeld dat ze naar huis was gegaan en moest rectificeren. De duidelijk verliefde Tijn kreeg van de redactie de opdracht niet verder te gaan met de relatie en als de twee te intiem werden klonk het gênante "Tijn zender checken" uit de microfoon.
- Semih die vier weken lang zomaar genomineerd stond, omdat hij de rode telefoon opnam.
- De schurftepidemie in het huis die door bewoner Rik binnen was gebracht.
- De lange zoen tussen Rik en Etienne, enkel een grap tijdens een feestje, die door de programmamakers publicitair uitgemolken werd als zogenaamde "coming out" van Etienne.
- De "jokers" die per opbod verkocht waren en ingezet konden worden om een ander te nomineren maar die enkel leidden tot nog meer negativiteit in het huis dan er al was.
- De altijd positief ingestelde Marlies die empathisch met haar medebewoners bleef omgaan ook al had ze alle reden om eens een keer boos te worden en uiteindelijk door Sabrina's joker het huis moest verlaten. Haar uitlating "bizar" als blijk van mededogen voor een aan haar verteld verhaal bleef hangen.
- De enige echt gelukte geheime opdracht: Rik won € 5000 door zich ongezien in de kleren van zijn medebewoners te hullen.
- De terugkeer van alle oud-bewoners in de laatste week die leidde tot een slot wat qua kijkplezier de serie niet meer kon redden, maar wél spanning en sensatie gaf.

Winnaar werd de wat saaie kleurloze Jeroen die de hele serie door meegelopen had met anderen zonder zelf veel initiatief te tonen maar het de laatste week heel moeilijk had gehad toen de overgebleven vier anderen hem unaniem nomineerden.
In de maanden na het verblijf in het huis kwam er uiteindelijk toch een relatie tussen Jeroen en Milica tot stand. Ook Sabrina en Etienne, en Tijn en Monique bleven elkaar zien. De laatste kondigde aan om te gaan scheiden van haar man en woont inmiddels samen met Tijn en haar kinderen.
| Bewoner   | Woonplaats       | Beroep (destijds)            | Relatie thuis/in huis       | Entree      | Exit                     | €         |
| --------- | ---------------- | ---------------------------- | --------------------------- | ----------- | ------------------------ | --------- |
| Jeroen    | Werkendam        | accountmanager               | alleenstaand                | 17 augustus | 27 november winnaar      | € 178.750 |
| Sabrina   | Den Haag         | huisvrouw                    | gescheiden, zus Monique     | 18 augustus | 27 november finalist, 2e |           |
| Rik       | 's-Hertogenbosch | kapper/visagist              | alleenstaand, broer Tijn    | 18 augustus | 27 november finalist, 3e | € 5.000   |
| Tijn      | St-Oedenrode     | vertegenwoordiger            | wnt bij ouders, broer Rik   | 18 augustus | 27 november finalist, 4e |           |
| Monique   | Den Haag         | fitness-instructeur          | getrouwd, zus Sabrina       | 18 augustus | 20 november              |           |
| Semih     | Rotterdam        | grafisch ontwerper           | partner Micheline           | 18 augustus | 13 november              |           |
| Marcia    | Amsterdam        | student HBO management       | latrelatie, dochter Egbert  | 18 augustus | 6 november               | € 15.000  |
| Marlies   | Amsterdam        | labelmanager mode            | alleenstaand                | 18 augustus | 30 oktober               |           |
| Micheline | Rotterdam        | contentbeheerder             | partner Semih               | 18 augustus | 23 oktober               |           |
| Etienne   | Zwolle           | leerling MBO horeca          | zoon Marcel                 | 18 augustus | 16 oktober               |           |
| Egbert    | Abbekerk         | groepsleider jeugdinrichting | gescheiden, vader Marcia    | 18 augustus | 9 oktober                |           |
| Janine    | Amsterdam        | fotomodel                    | alleenstaand                | 18 augustus | 2 oktober                |           |
| Milica    | 's-Hertogenbosch | vertegenwoordiger            | alleenstaand, dochter Hilde | 17 augustus | 25 september             |           |
| Hilde     | Drunen           | huisvrouw                    | gescheiden, moeder Milica   | 19 augustus | 18 september             |           |
| Marcel    | Zwolle           | werknemer wijnkoperij        | gescheiden, vader Etienne   | 18 augustus | 11 september             |           |

### Big Brother 7 (2021)
15 jaar nadat de stekker er vanwege dalende kijkcijfers uit was getrokken, verscheen er in 2021 een nieuw Nederlandstalig seizoen van televisieprogramma Big Brother op de Nederlandse televisie. Het seizoen was een coproductie tussen het Nederlandse RTL en SBS Belgium, en dat in België uitgezonden werd door Play4 en in Nederland door RTL 5. De presentatie lag in handen van Geraldine Kemper en Peter Van de Veire. Naast de uitzendingen op televisie was er 24 uur per dag een livestream te bekijken. Het huis stond deze keer in Duivendrecht, op een parkeerplaats naast het hoofdkantoor van producent Endemol pal naast de Johan Cruijff ArenA. Op oudjaarsavond betraden de eerste 8 bewoners het huis; vier Nederlanders en vier Vlamingen. In de weken daarop zouden druppelsgewijs nog elf andere bewoners worden toegevoegd. Gaandeweg het seizoen werden er steeds bewoners naar huis gestuurd, tot er op 8 april drie finalisten over zijn in het huis. Het programma werd uiteindelijk gewonnen door de Nederlandse Jill Goede. Zij ging naar huis met de hoofdprijs van € 70.405,50.
Hoewel de programmadirecties van RTL en SBS-Belgium hoge verwachtingen hadden van het nieuwe seizoen, twijfelden nieuwsmedia over de vraag of de kijker nog wel op Big Brother zat te wachten. Dit werd bevestigd door de kijkcijfers: De eerste aflevering trok in Nederland en Vlaanderen respectievelijk nog 1,1 miljoen en een half miljoen mensen. Dit zakte na enkele dagen in naar zo'n 350 duizend in Nederland en zo'n 250 duizen in Vlaanderen. Tv-recensent Angela de Jong en voormalig Big Brother-producent Hummie van der Tonnekreek vonden het programma te veel geregisseerd rondom spelletjes en opdrachten, waardoor de kijkers minder de kans kregen om zich aan de deelnemers te hechten. Toch bleven er nog genoeg kijkers over om commotie te veroorzaken. Door een stortvloed aan haatberichten gingen de sociale-mediakanalen van het programma tijdelijk offline in het weekend van 13 februari, en tijdens de finale op 8 april raakten de stemwebsites in België en Nederland overbelast. De winnaar werd daarom door een gerechtsdeurwaarder bepaald op basis van de laatste tussenstand. De finale werd in Vlaanderen en Nederland uiteindelijk door respectievelijk 401.000 en 488.000 mensen bekeken.
| Bewoner                          | Woonplaats | Beroep (destijds)                  | Entree           | Exit                         | €           |
| -------------------------------- | ---------- | ---------------------------------- | ---------------- | ---------------------------- | ----------- |
| Jill Goede                       | Landsmeer  | stewardess in opleiding            | 8 januari 2021   | 8 april 2021, Winnaar        | € 70.405,50 |
| Nick Kraft                       | Herentals  | chauffeur                          | 4 januari 2021   | 8 april 2021, Finalist, 2e   |             |
| Liese Luwel                      | Halen      | thuisverpleegkundige               | 31 december 2020 | 8 april 2021, Finalist, 3e   |             |
| Michel Hennipman                 | Maarssen   | persoonsbeveiliger                 | 19 januari 2021  | 6 april 2021                 |             |
| Julie Vanderzijl                 | Affligem   | eigenares kinderdagverblijven      | 19 januari 2021  | 1 april 2021                 |             |
| Naomi Timmerman                  | Mechelen   | bioloog                            | 31 december 2020 | 25 maart 2021                |             |
| Matt Herrijgers                  | Zundert    | eventmanager, DJ                   | 4 februari 2021  | 15 maart 2021                | € 15.000    |
| Sarah Moponami "Zoey Hasselbank" | Schaarbeek | DJ                                 | 8 januari 2021   | 11 maart 2021                |             |
| Mike Voets                       | Veghel     | adviseur                           | 5 februari 2021  | 4 maart 2021                 |             |
| Thomas Nagels                    | Etterbeek  | commercieel adviseur               | 31 december 2020 | 25 februari 2021             |             |
| Jerrel Baumann                   | Amstelveen | make-up artist                     | 4 februari 2021  | 18 februari 2021             |             |
| Patrick Van Staeyen              | Schoten    | eigenaar fietsen- en kledingwinkel | 19 januari 2021  | 11 februari 2021             |             |
| Daniëlle Dielemans               | Made       | docent middelbaar onderwijs        | 31 december 2020 | 30 januari 2021 (vrijwillig) |             |
| Jowendrick Maduro "Jowi"         | Den Haag   | student                            | 31 december 2020 | 30 januari 2021 (vrijwillig) |             |
| Nathalie Eling                   | Groningen  | bron - en contactonderzoek GGD     | 31 december 2020 | 30 januari 2021 (vrijwillig) |             |
| Els Trollmann                    | Dronten    | teamleider rijschool               | 4 januari 2021   | 28 januari 2021              |             |
| René Lubbers                     | Hoorn      | consultant                         | 8 januari 2021   | 21 januari 2021              |             |
| Theo Sijtzema                    | Amsterdam  | eigenaar klusbedrijf               | 31 december 2020 | 14 januari 2021 (vrijwillig) |             |
| Zakaria Ouchchen "Ziko"          | Lokeren    | choreograaf                        | 31 december 2020 | 7 januari 2021               |             |

### Big Brother 8 (2022)
is een Nederlandstalig seizoen van televisieprogramma Big Brother dat werd ontwikkeld door John de Mol. Het is een coproductie tussen het Nederlandse RTL en SBS Belgium.
Het programma wordt in België uitgezonden door Play4 en in Nederland door RTL 5, de startaflevering werd in Nederland tevens door RTL 4 uitgezonden. Naast de uitzendingen op televisie is er ook een livestream die 24 uur per dag te bekijken in Nederland via Videoland en in België via GoPlay.be en Telenet TV op kanaal 247 (Vlaanderen) of kanaal 472 (Brussel en Wallonië).
Het huis staat in Duivendrecht, op een parkeerplaats naast het hoofdkantoor van producent Endemol pal naast de Johan Cruijff ArenA. Het land gaat gebukt onder de Covid-19 pandemie maar iedereen is getest en in quarantaine geweest. De eerste uitzenddag is op 3 januari 2022 en het programma wordt uitgezonden in Nederland op RTL4, RTL5 en in België op Play4. Voor dit seizoen hadden zich ruim 16.000 kandidaten opgegeven. Presentator Peter Van de Veire gaf in een interview met Humo aan dat opvallend veel kandidaten meededen om op sociale media als influencers bekend te kunnen worden.
Opvallende gebeurtenissen:
- In verband met het positief testen op het coronavirus werd presentatrice Geraldine Kemper tijdelijk vervangen door Bridget Maasland, die het programma in 2005 en 2006 ook al eens gepresenteerd had.[29][30] Zij nam de liveshows van 29 januari 2022 en 5 februari 2022 van haar over.
- Sociale media dringt ook door in reallife tv-programma; internetgebruikers delen hun ongenoegen en dwingen hiermee de redactie van Big Brother te reageren. Racistische, discriminerende of seksistische uitspraken[31] en grensoverschrijdend gedrag[32][33] worden door kijkers op de sociale mediakanalen van het programma gemeld. Big Brother reageert door de bewoner(s) aan te spreken en ze een gesprek met een psycholoog aan te bieden om het geconstateerde gedrag te bespreken.
- Bewoonster Nawel werd sinds week 4 week na week genomineerd. Dit overleefde ze zes keer. De zevende nominatie overleefde ze echter niet, op 12 maart moest ze uiteindelijk toch het huis verlaten. Dankzij een geslaagde crowdfunding van fans werd er geld opgehaald om een vliegtuigje te huren met de tekst: “Queen Nawel we got your back”.[34]
- Voor het eerst sinds het bestaan van het programma heeft geen enkele bewoner vrijwillig het huis verlaten.

| Bewoner              | Woonplaats       | Beroep (destijds)                      | Entree           | Exit                        | €        |
| -------------------- | ---------------- | -------------------------------------- | ---------------- | --------------------------- | -------- |
| Salar Abbasi Abraasi | Assendelft       | Zelfstandig ondernemer                 | 3 januari 2022   | 26 maart 2022, Winnaar      | € 69.815 |
| Grace Rodrigues      | Breda            | Werkzoekende                           | 31 december 2021 | 26 maart 2022, Finalist, 2e |          |
| Kristof Timmermans   | Stabroek         | Leraar Aardrijkskunde / Schlagerzanger | 2 januari 2022   | 26 maart 2022, Finalist, 3e |          |
| Nouchine Broodhaers  | Gent             | Thuisverpleegkundige                   | 31 december 2021 | 23 maart 2022               |          |
| Tobias van Veen      | Den Haag         | Sport- en lifestylecoach               | 31 december 2021 | 19 maart 2022               |          |
| Nawel Seghairi       | Eeklo            | Beautyspecialist in opleiding          | 3 januari 2022   | 12 maart 2022               |          |
| Julio Neves Dias     | Hoogerheide      | Communicatie coach                     | 16 januari 2022  | 5 maart 2022                |          |
| Hanne Ioculano       | Genk             | Cytologisch analist                    | 16 januari 2022  | 26 februari 2022            |          |
| Vera Dijkstra        | Vlissingen       | Parfumerie Medewerker                  | 31 december 2021 | 19 februari 2022            |          |
| Leroy de Rouw        | 's-Hertogenbosch | Barbier                                | 16 januari 2022  | 19 februari 2022            |          |
| Peter Trippaers      | Hasselt          | Schoenenverkoper                       | 31 december 2021 | 12 februari 2022            |          |
| Dimitri Rodaro       | Kampenhout       | Commercieel directeur                  | 31 december 2021 | 5 februari 2022             |          |
| Eveline Gerits       | Gennep           | Gastvrouw casino                       | 12 januari 2022  | 29 januari 2022             |          |
| Amy van Wingen       | Oostakker        | PR manager / Digitaal marketing        | 12 januari 2022  | 22 januari 2022             |          |
| Kitty Mager          | Aalten           | Fulltime Vrijwilliger                  | 31 december 2021 | 15 januari 2022             |          |
| Sercan Sevil         | Tessenderlo      | Magazijnmedewerker                     | 31 december 2021 | 8 januari 2022              |          |

### Big Brother 9 (2023)
Dit seizoen is opnieuw een coproductie tussen het Nederlandse RTL en Play Media (voorheen SBS Belgium) en wordt in België uitgezonden door Play4 en in Nederland door RTL 5. Naast de uitzendingen op televisie is er ook een livestream die 24 uur per dag te bekijken in Nederland via Videoland en in België via GoPlay.be en Telenet TV op kanaal 247 (Vlaanderen) of kanaal 472 (Brussel en Wallonië). 
De presentatie lag in handen van Geraldine Kemper en Tatyana Beloy. Voor het eerst sinds 2021 won een Vlaming het programma.
| Bewoner               | Woonplaats  | Beroep (destijds)           | Entree          | Exit                               | €        |
| --------------------- | ----------- | --------------------------- | --------------- | ---------------------------------- | -------- |
| Bart Vandenbroek      | Itegem      | Militair                    | 6 januari 2023  | 1 april 2023, Winnaar              | € 73.388 |
| Jason Glas            | Beverwijk   | Ex e-sporter                | 6 januari 2023  | 1 april 2023, Finalist, 2e         |          |
| Jolien Bosch          | Hoeselt     | Nagelstylist                | 15 januari 2023 | 1 april 2023, Finalist, 3e         |          |
| Charlotte Denamur     | Middelkerke | Internationale nanny        | 6 januari 2023  | 30 maart 2023                      |          |
| Lindsey Rademaker     | Sittard     | Verkoopmedewerker & artiest | 6 januari 2023  | 27 maart 2023                      |          |
| Danny Völker          | Vinkeveen   | Personal trainer            | 4 maart 2023    | 25 maart 2023                      |          |
| Danny Völker          | Vinkeveen   | Personal trainer            | 6 januari 2023  | 4 februari 2023                    |          |
| Ali Burhan            | Lommel      | Leraar in opleiding         | 6 januari 2023  | 18 maart 2023                      |          |
| Michelangelo Amendola | Genk        | Ondernemer & F3-coureur     | 6 januari 2023  | 11 maart 2023                      |          |
| Ias Nauwelaerts       | Schilde     | Zelfstandig glazenwasser    | 21 januari 2023 | 4 maart 2023                       | € 10.000 |
| Chiara Siddu          | Weert       | Docent basisonderwijs       | 19 januari 2023 | 1 maart 2023 (privéomstandigheden) |          |
| Rob Groenendijk       | Leiderdorp  | Gepensioneerde              | 6 januari 2023  | 25 februari 2023 (vrijwillig)      |          |
| Chayron Herman        | Waddinxveen | Vrachtwagenchauffeur        | 6 januari 2023  | 18 februari 2023                   | € 10.000 |
| Jacqueline Leijzer    | Silvolde    | Horecaondernemer            | 21 januari 2023 | 11 februari 2023                   | € 5.000  |
| Ilse De Weyer         | Schriek     | Medewerker thuiszorg        | 16 januari 2023 | 28 januari 2023                    |          |
| Chelsea Ausma         | Dronten     | Medewerker kinderopvang     | 6 januari 2023  | 21 januari 2023                    |          |
| Judy Proost           | Burcht      | Beautyspecialist & DJ       | 6 januari 2023  | 14 januari 2023                    |          |

### Big Brother 10 (2024)
Dit seizoen is opnieuw een coproductie tussen het Nederlandse RTL en Play Media en wordt in België uitgezonden door Play4 en in Nederland door RTL 5. Naast de uitzendingen op televisie is er ook een livestream die 24 uur per dag te bekijken in Nederland via Videoland en in België via GoPlay.be en Telenet TV op kanaal 247 (Vlaanderen) of kanaal 472 (Brussel en Wallonië). De presentatie is in handen van Geraldine Kemper en Tatyana Beloy. Tijdens dit seizoen is er voor het eerst publiek bij de liveshows. Hiervoor kunnen mensen zich aanmelden via de site van het programma.
| Bewoner           | Woonplaats           | Beroep (destijds)          | Entree           | Exit                         | €          |
| ----------------- | -------------------- | -------------------------- | ---------------- | ---------------------------- | ---------- |
| Glenn van Himst   | Stekene              | Fabrieksmedewerker         | 27 januari 2024  | 13 april 2024, Winnaar       | € 56.266,- |
| Alice Kappenburg  | Groningen            | Ondernemer                 | 12 januari 2024  | 13 april 2024, Finalist, 2e  |            |
| Randy Yonce       | Amsterdam            | Wetenschapper              | 12 januari 2024  | 13 april 2024, Finalist, 3e  |            |
| Jimmy Meijvogel   | Amsterdam            | Dragqueen                  | 20 januari 2024  | 10 april 2024                |            |
| Ashley de Graaf   | Schagen              | Telemarketeer              | 21 januari 2024  | 08 april 2024                |            |
| Ashley de Graaf   | Schagen              | Telemarketeer              | 12 januari 2024  | 20 januari 2024              |            |
| Tom Peeters       | Burcht               | Havenarbeider              | 12 januari 2024  | 06 april 2024                |            |
| Tyron Bolwerk     | Heerhugowaard        | Fabrieksmedewerker & model | 12 januari 2024  | 02 april 2024                | € 15.000,- |
| Karen Baumans     | Aarschot             | Eigenaar kapsalon, lerares | 12 januari 2024  | 30 maart 2024                |            |
| Danny Hertveldt   | Roosdaal             | Politie inspecteur         | 12 januari 2024  | 23 maart 2024                |            |
| Dilano de Kleijn  | Eindhoven            | Accountmanager             | 12 januari 2024  | 16 maart 2024                |            |
| Ronahi Coksayilir | Zonhoven             | Zorgmedewerker             | 12 januari 2024  | 09 maart 2024                |            |
| Sabeau Michel     | Zaandam              | Blogger                    | 03 februari 2024 | 02 maart 2024                |            |
| Doriana la Monaca | Houthalen-Helchteren | Content creator            | 20 januari 2024  | 24 februari 2024             |            |
| Basiri Sari       | Drongen              | Chauffeur zorgtransport    | 12 januari 2024  | 17 februari 2024             |            |
| Nouschka Willems  | Oostende             | Sales Coach                | 03 februari 2024 | 10 februari 2024             |            |
| Ariana Van Melick | Soest                | Personal assistant         | 12 januari 2024  | 03 februari 2024             |            |
| Lenie Gerrits     | Arnhem               | Zanger                     | 12 januari 2024  | 27 januari 2024              |            |
| Sonja Libb        | Antwerpen            | Student & serveerster      | 12 januari 2024  | 21 januari 2024 (vrijwillig) |            |

### Big Brother 11 (2025)
Dit seizoen is opnieuw een coproductie tussen het Nederlandse RTL en Play Media en wordt in België uitgezonden door Play4 en in Nederland door RTL 5. Naast de uitzendingen op televisie is er ook een livestream die 24 uur per dag te bekijken in Nederland via Videoland en in België via GoPlay.be en Telenet TV op kanaal 247 (Vlaanderen) of kanaal 472 (Brussel en Wallonië). 
Dit seizoen begint het Big Brother huis minimalistisch, de bewoners zullen voor extra meubels en inrichting moet strijden. Ook de prijzenpot wordt niet meer als groep opgebouwd maar iedere deelnemer heeft een eigen spaarpot. In tegenstelling tot de voorgaande seizoenen zijn er geen liveshows, maar wordt de uitslag van de nominaties op vrijdagavond live uitgezonden aansluitend aan de aflevering van die dag. Als gevolg hiervan zijn er geen presentatoren. Er is alleen en voice-over en de uitslag van de nominaties wordt door Big Brother zelf bekendgemaakt. In deze editie keerde ook de "rode telefoon" uit Big Brother 2006 terug als telefooncel. Degene die opneemt als de telefoon gaat, krijgt een vraag, boodschap of dilemma van Big Brother die of dat positief of negatief kan zijn. 
| Bewoner                           | Woonplaats   | Beroep                                  | Aankomstdatum   | Vertrekdatum     | €        |
| --------------------------------- | ------------ | --------------------------------------- | --------------- | ---------------- | -------- |
| Jordy de Maar (27)                | Kampen       | juridisch medewerker                    | 3 januari 2025  | 4 april 2025     | € 55.500 |
| Mattheüs Jonckheere (27)          | Bilzen       | personal trainer en influencer          | 3 januari 2025  | 4 april 2025     | € 0      |
| Sharice ("Nele") Vansteelant (26) | Kortrijk     | psychiatrische verpleegkundige          | 11 januari 2025 | 4 april 2025     | € 0      |
| Jolien Pede (27)                  | Welden       | bankmedewerker                          | 8 januari 2025  | 3 april 2025     | € 0      |
| Jane Karto (28)                   | Diemen       | figurant en influencer                  | 25 januari 2025 | 28 maart 2025    | € 0      |
| David Depoot (30)                 | Wevelgem     | stukadoor                               | 25 januari 2025 | 21 maart 2025    | € 0      |
| Axel van Wingerden (28)           | Naaldwijk    | vrachtwagenchauffeur                    | 11 januari 2025 | 14 maart 2025    | € 0      |
| Keanu Bruijnen (22)               | Maastricht   | medewerker bowlingcentrum en influencer | 3 januari 2025  | 7 maart 2025     | € 0      |
| Milena Dadabayeva (33)            | Mechelen     | accountmanager                          | 3 januari 2025  | 28 februari 2025 | € 0      |
| Elsa Rudge (53)                   | Rijnsburg    | gevangenisbewaker, ex militair          | 3 januari 2025  | 21 februari 2025 | € 0      |
| Eva de Graaf (23)                 | Haarlem      | schoonheidsspecialist                   | 27 januari 2025 | 16 februari 2025 | € 0      |
| David Desaedeleer (51)            | Ninove       | aannemer                                | 25 januari 2025 | 14 februari 2025 | € 0      |
| Vikaash ("Remi") Lalbiharie (26)  | Hoofddorp    | havenmedewerker                         | 8 januari 2025  | 14 februari 2025 | € 0      |
| Jeffrey Leijzen (24)              | Belsele      | hiphopmuzikant                          | 3 januari 2025  | 7 februari 2025  | € 0      |
| Niels Mestdagh (38)               | Blankenberge | verhuurder springkastelen               | 3 januari 2025  | 31 januari 2025  | € 0      |
| Lennie Blockmans (26)             | Antwerpen    | model en therapeut                      | 3 januari 2025  | 21 januari 2025  | € 0      |
| Linda van den Akker (46)          | Heesch       | orderpicker                             | 3 januari 2025  | 17 januari 2025  | € 0      |
| Fleur van der Vegt (31)           | Haarlem      | makelaar                                | 3 januari 2025  | 10 januari 2025  | € 0      |

## Overige versies

### Big Brother VIPS
Veronica; 22 mei 2000 - 16 juni 2000. Vier weken achter elkaar werden eerder in het Big Brotherhuis opgenomen beelden uitgezonden van vier verschillende groepen bekende Nederlanders. De Vips zaten maar vijf dagen in het huis. Het programma kon niet profiteren van de hype van BB1, de kijkcijfers waren aanzienlijk lager.
Week 1
- Theo van Gogh, journalist, filmregisseur en presentator
- Christine van der Horst, presentator
- Antje Monteiro, musicalzanger
- Emile Ratelband, positiviteitsgoeroe
- Monique Sluyter, televisiepresentatrice en model
- Johan van der Velde, oud-wielrenner
- Ad Visser, Toppop-presentator en newageartiest

Week 2
- John Blankenstein, oud-scheidsrechter betaald voetbal
- Ben Cramer, zanger en musicalster
- Kim Holland, pornofilmster
- Désirée Manders, popzangeres
- Harry Slinger, nederpopzanger (Drukwerk)
- Manon Thomas, tv-presentator

Week 3
- Henk Bres, Haagse "stem des volks", vaste deelnemer televisieprogramma Het Lagerhuis
- Maja van den Broecke, actrice
- Menno Buch, presentator erotische televisieprogramma's, eigenaar van sekslijnen en pornowebsites
- Isabelle Kuylenburg, helft van zangduo Double Date, bekend van het Nationaal Songfestival
- Nickie Nicole, travestiet
- Mike Starink, tv-presentator

Week 4
- Maya Eksteen, tv-presentator
- Anneke Grönloh, zangeres
- Theodor Holman, schrijver en journalist
- Maxine, Songfestivalzangeres
- Henk Schiffmacher, tatoeëerder
- Ronnie Tober, zanger

### Hotel Big Brother
Talpa; 14 januari 2006 - 7 maart 2006, 55 dagen. Presentatie: Caroline Tensen.
In deze variant op Big Brother VIPS werden bekende Nederlanders bij elkaar gezet om als "hotelier" een hotel te exploiteren:
- Bart Spring in 't Veld, winnaar van Big Brother 1999
- Kelly van der Veer, deelnemer Big Brother 2001, transseksueel
- Viola Holt, televisiepresentatrice
- Monique Sluyter, televisiepresentatrice en model, deelnemer aan Big Brother VIPS 2000
- Bonnie St. Claire, popzangeres
- Gert Timmerman, zanger
- Frank Awick, presentator bij Amsterdamse tv-zender AT5
- John Jones, komiek en acteur
- Anita Heilker, voormalig Dolly Dot-zangeres
- Ferri Somogyi, acteur

De opbrengsten zouden gaan naar de oprichting van een derde Mappa Mondo Huis, voor kinderen met een levensbedreigende ziekte van het Rode Kruis in Eindhoven. Iedere week werd een nieuwe manager aangesteld, achtereenvolgens actrice Micky Hoogendijk, voorman van de homobeweging en hoofdredacteur van de Gay Krant Henk Krol, platenproducer Chiel van Praag, feestorganisator-dj Theo Nabuurs (Mental Theo), tijdschriftenmaker Annelies Fleers, mental coach Mieke Vogelpoel en roddelbladjournalist Wilma Nanninga. Streefbedrag was € 2.500.000, in acht weken bijeen te brengen.
Het was voor buitenstaanders mogelijk om in het hotel te overnachten. Hiervoor dienden ze zich op te geven via de site van het programma. Hier konden ze voor één of meer nachten een kamer reserveren in het hotel waarbij het mogelijk was dat ze op tv te zien waren.
Hoewel het aanvankelijk de bedoeling was dat elke week een "hotelier" door het publiek weggestemd zou worden, werd dit concept al meteen losgelaten. Kelly kon de stress niet aan en verliet vrijwillig het hotel. Daarna verliet Gert het hotel, onder meer uit ontevredenheid met zijn rol en de problemen die ontstonden met een door hem gemaakte plaat waarvan hij de opbrengsten ter beschikking wilde stellen aan het Rode Kruis. Bart ten slotte verliet het hotel vanuit ontevredenheid met de in zijn ogen amateuristische wijze waarop het programma werd uitgevoerd. De productie kreeg grote problemen om na deze "vrijwillige exits" nieuwe bekende Nederlanders te vinden die nog in het kwakkelende programma wilden stappen en besloot noodgedwongen het wegstemmen te laten vervallen. Gert werd vervangen door John Jones, Kelly door Ferri Somogyi en voor Bart kwam Anita Heilker in huis. Hoewel er elke week een nieuwe hotelmanager kwam, "Big Boss" genoemd, bleek het ook hier in de loop der tijd steeds moeilijker om nog iemand te vinden die het stokje wilde overnemen, waardoor het niveau van de leiding steeds meer daalde en men verviel tot vrij onbekende mensen als Fleers en Vogelpoel.
Hilarische momenten waren er wel. Vooral deelnemer Viola Holt wekte de lachlust van vele (internet)kijkers op door haar nietsverhullende narcistische en egocentrische gedrag. Mental coach Mieke Vogelpoel deed ridicule, neurolinguïstisch sekteachtige, geestelijke oefeningen om de teamgeest te verhogen, die tot grote lachlust bij de nuchtere John Jones en Ferri Somogyi leidden. Skihutfeest-organisator Theo Nabuurs manipuleerde de hoteliers op een grove, stokende wijze, wat ertoe leidde dat Monique Sluyter hem ongezouten de waarheid vertelde en door haar sociaal vaardige wijze van handelen onverwacht veel sympathie van kijkers - die niet uit haar doelgroep van de soft-erotiek kwamen - kreeg. Zangeres Bonnie St. Claire onthulde in de nachtelijke uren veel aan Viola Holt over haar verdrietige jeugd en latere drankproblemen wanneer zij en Holt flink aangeschoten waren, wat leidde tot sympathie voor Bonnie onder de internetkijkers, maar ook zorgen over haar geestelijke gesteldheid en boosheid op de omroep, die deze kwetsbare vrouw niet tegen zichzelf in bescherming nam.
Het programma leed onder slechte kijkcijfers en het Rode Kruis was ontevreden over de geleverde kwaliteit, maar na enige aanpassingen, wat onvermijdelijk leidde tot een gecensureerde tv-verslaggeving en vaak logo's op de streams (om het goede doel door het vreemde gedrag van sommige hoteliers niet te verpesten) bleef het toch gehandhaafd. De serie werd, een week eerder dan gepland, op zeven maart beëindigd met het "Gala van de Glimlach van een Kind", waar veel BN'ers kosteloos aan meewerkten. Hoewel uit de uitzendingen en webverslagen te destilleren viel dat er een bedrag van € 500.000 moest zijn opgehaald (de verzekering was gegeven dat alle giften helemaal aan het Mappa Mondo-huis ten goede zouden komen), werd er uiteindelijk door het Rode Kruis na veel aandringen van internetkijkers gemeld dat de opbrengst zo'n € 250.000 was geworden.